# Джоан Фрай
Джоан Фрай (англ. Joan Fry; 6 травня 1906 — 29 вересня 1985) — колишня британська тенісистка.
Найвищим досягненням на турнірах Великого шолома були фінали в одиночному, парному та змішаному парному розрядах.

## Фінали турнірів Великого шолома

### Одиночний розряд:1 поразка
| Результат | Рік  | Турнір               | Покриття | Суперниця      | Рахунок  |
| --------- | ---- | -------------------- | -------- | -------------- | -------- |
| Поразка   | 1925 | Вімблдонський турнір | Трава    | Сюзанн Ленглен | 2–6, 0–6 |

### Парний розряд:1 поразка
| Результат | Рік  | Турнір             | Покриття | Партнерка     | Суперниці                             | Рахунок       |
| --------- | ---- | ------------------ | -------- | ------------- | ------------------------------------- | ------------- |
| Поразка   | 1927 | U.S. Championships | Трава    | Бетті Натголл | Ермінтруд Гарві Кетлін Маккейн-Годфрі | 1–6, 6–4, 4–6 |

### Мікст:1 поразка
| Результат | Рік  | Турнір               | Покриття | Партнерка   | Суперниці                  | Рахунок  |
| --------- | ---- | -------------------- | -------- | ----------- | -------------------------- | -------- |
| Поразка   | 1929 | Вімблдонський турнір | Трава    | Ієн Коллінс | Гелен Віллс Френсіс Гантер | 1–6, 4–6 |